# Carel Johan Righard Nobel
Carel Johan Righard Nobel (Kampen, 11 april 1820 – Zwolle, 5 november 1885) was een Nederlands burgemeester en Eerste Kamerlid.
Nobel werd geboren als zoon van Richard Andreas Ludolphi Nobel en Johanna Arnoldina Gockinga. Zijn vader was maire, schout en burgemeester geweest van Ruinen, lid van de staten van Drenthe en raadslid van de stad Kampen.
Nobel trouwde op 15 augustus 1845 te Zwolle met Jeannette Pouwline Sandberg van Essenburg, dochter van politicus Samuel Johannes Sandberg van Essenburg.
Nobel studeerde rechten aan de Rijksuniversiteit Groningen en de Universiteit Leiden. In 1851 werd hij burgemeester van de gemeente Oldebroek. Van 1853 tot 1862 was hij lid van de Provinciale Staten van Gelderland en aansluitend was hij van 1862 tot 1884 lid van de Eerste Kamer der Staten-Generaal.
Op 1 november 1881 neemt Nobel afscheid als burgemeester van Oldebroek. Hij verzocht om gezondheidsredenen zijn ontslag aan de Koning en kreeg deze ook. Wel bleef Nobel tot zijn overlijden in november 1885 lid van de gemeenteraad. Na vertrek van Nobel fungeert wethouder A.J. van Asselt als tijdelijk voorzitter van de gemeenteraad.
- Biografisch Portaal: 17748831
- Nederlandse Thesaurus van Auteursnamen: 157603121
- Parlement.com: vg09ll3nswy7
- Virtual International Authority File: 285569243
- WorldCat: E39PBJhRFBjCrhkqq9YQ6pcXVC